# Anolis fraseri
Espèce
Synonymes
- Dactyloa fraseri (Günther, 1859)
- Anolis devillei Boulenger, 1880

Statut de conservation UICN

 LC  : Préoccupation mineure

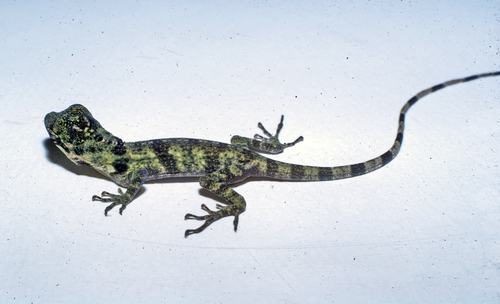
Anolis fraseri

Anolis fraseri est une espèce de sauriens de la famille des Dactyloidae.

## Répartition
Cette espèce se rencontre sur la cordillère Occidentale en Colombie et en Équateur.

## Étymologie
Cette espèce est nommée en l'honneur de Louis Fraser.

## Publication originale
- Günther, 1859 : Second list of cold-blooded vertebrata collected by Mr. Fraser in the Andes of Western Ecuador. Proceedings of the Zoological Society of London, vol. 1859, p. 402-420 (texte intégral).